# Naviglio della Martesana
(Cesare Cantù - Grande Illustrazione del Lombardo-Veneto, Milano 1857)
Il Naviglio della Martesana, anche noto come Naviglio Piccolo (in lombardo Navili de la Martesana o Naviliett), è uno dei navigli milanesi che collega Milano con il fiume Adda dal quale riceve le acque a Concesa poco a valle di Trezzo sull'Adda. Ebbe il nome Martesana, per il contado che avrebbe attraversato, da Francesco Sforza nel 1457, ancor prima che incominciassero nel 1460 i lavori per costruirlo.
Giunto a Milano, dalla Cassina de' Pomm prosegue sotto l'attuale Via Melchiorre Gioia dove riceve il torrente Seveso e poi raggiunge i bastioni di Porta Nuova, dove presso il Partitore della Martesana, un tempo a cielo aperto, genera il Cavo Redefossi che, prima dell'interramento della Cerchia dei Navigli, rappresentava solamente un canale scolmatore del Naviglio della Martesana. Infatti, in origine, il Naviglio della Martesana proseguiva il suo percorso cittadino, ora interrato, cambiando nome in Naviglio di San Marco e dando poi origine al laghetto di San Marco, che scaricava le sue acque nella Cerchia dei Navigli.
Situato a sud del Canale Villoresi, il Naviglio della Martesana è un canale ora non più navigabile largo dai 9 ai 18 metri, profondo da 0,5 a 1 metro e lungo 38,7 km (di cui alcuni coperti). Il dislivello tra l'incile e il Naviglio di San Marco, superata la Conca dell'Incoronata, era di 19 metri.

## Descrizione e percorso

Il laghetto di San Marco nel 1920

L'assetto della Martesana variò periodicamente alla ricerca dell'equilibrio tra la funzione irrigatoria e di navigazione; la descrizione che segue si riferisce ai dati riportati da Carlo Cattaneo nel 1844, che rispecchiano la situazione di stabilità raggiunta dopo i lavori ordinati dal duca di Albuquerque, governatore di Milano (1574), fino alla chiusura della fossa interna nel 1929.

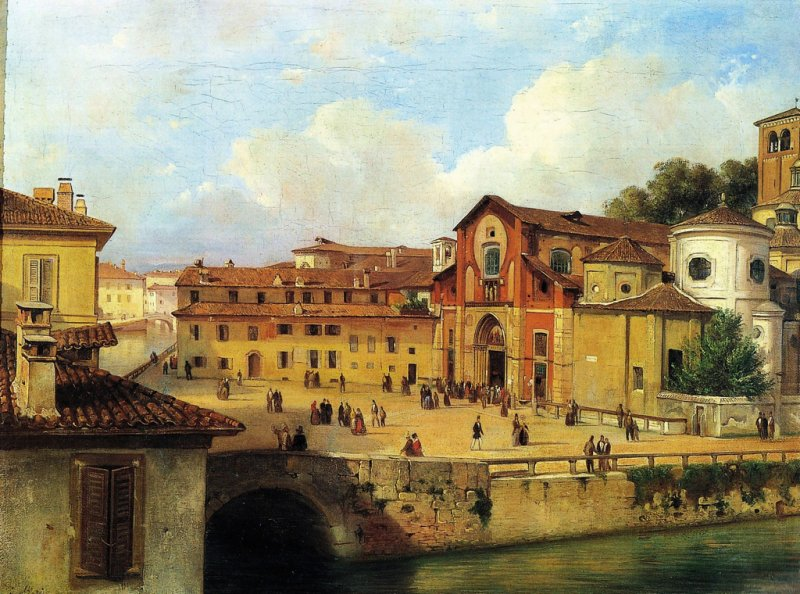
La piazza della Chiesa di San Marco, con la confluenza del Naviglio di San Marco con la Cerchia dei Navigli, in un dipinto del 1835 di Luigi Bisi

La presa d'acqua a Concesa avveniva a fianco di uno sfioratore a sperone lungo 268 metri, con cinque scaricatori e 29 porte per evitare, in caso di piene dell'Adda, una portata eccessiva; altri scaricatori (che potevano però funzionare anche come "affluenti") erano sistemati agli incroci coi fiumi, Molgora, Lambro e Seveso in particolare; l'eventuale ulteriore surplus d'acqua veniva sversato nel Redefossi con uno scaricatore a dodici porte. Tutto il sistema era concepito per raccogliere le piene smaltendole a valle. Le acque per l'irrigazione erano estratte da 75 bocche a sinistra e dieci in sponda destra.
Nel suo percorso attraversa i territori dei comuni di Trezzo sull'Adda, Vaprio d'Adda, Cassano d'Adda, Inzago, Bellinzago Lombardo, Gessate, Gorgonzola, Cassina de' Pecchi, Bussero, Cernusco sul Naviglio, Vimodrone e Cologno Monzese; entra nel territorio di Milano in via Idro, alla periferia nordorientale della città, e scorre a cielo aperto fino alla Cassina de' Pomm, all'angolo con via Melchiorre Gioia a Greco sotto il cui manto stradale si infossa, dal 1968, con una brusca curva a sinistra. Seguendo la via, riceve il torrente Seveso all'altezza di via Giacomo Carissimi e raggiunge i bastioni di Porta Nuova dove cambia bruscamente direzione verso sud-est cambiando nome in Cavo Redefossi.
Prima dell'interramento della Cerchia dei Navigli, il Cavo Redefossi rappresentava solamente un canale scolmatore del Naviglio della Martesana. Nel passato il Naviglio della Martesana proseguiva infatti il suo percorso cittadino, ora interrato, verso sud-ovest superando Porta Nuova, sottopassando prima le mura spagnole, poi il ponte delle Gabelle e infine incontrando la conca dell'Incoronata, dopo la quale cambiava nome in Naviglio di San Marco. Poco dopo dava origine al laghetto di San Marco, che si immetteva nella Cerchia dei Navigli attraverso la conca di San Marco.

## Storia

### Il progetto e l'inizio dei lavori

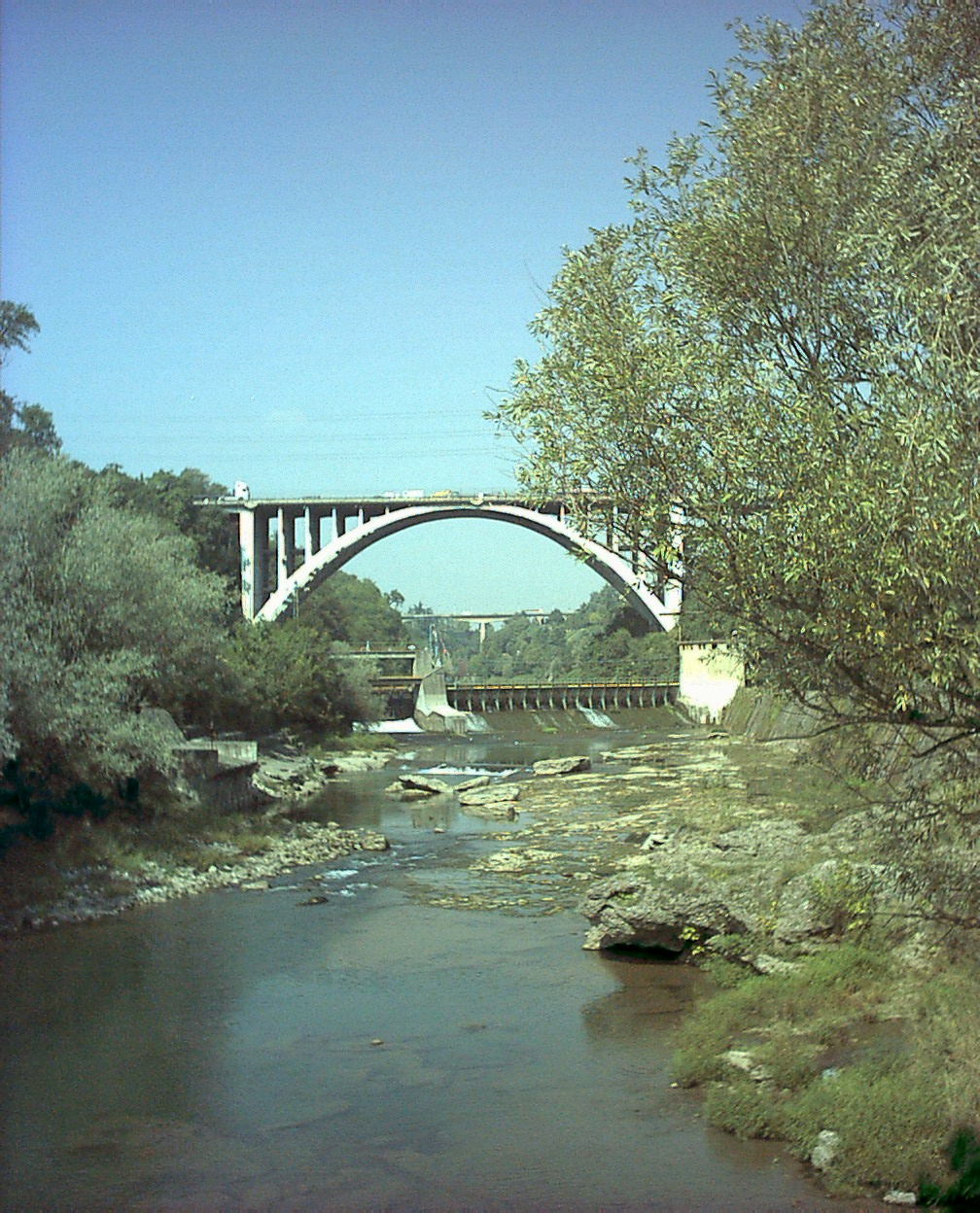
La diga che s'intravede sulla sinistra è la "presa" del Naviglio della Martesana a Crespi d'Adda

La storia documentale del Naviglio della Martesana ebbe inizio il 3 giugno 1443 quando Filippo Maria Visconti (1412-1447) approvò, con una disposizione intitolata Ordo rugie extrahendi ex flumine Abdua, il progetto, che gli era stato presentato da un gruppo di illustri cittadini milanesi guidati da Catellano Cotta, amministratore ducale del Monopolio del sale e fratello del feudatario di Melzo. Essi chiedevano di derivare le acque dell'Adda per realizzare un canale utilizzabile sia per l'irrigazione, sia per azionare sedici mulini (il duca ne autorizzò dieci).
Il corso individuato prevedeva che il canale venisse alimentato da una presa d'acqua (incile) situata poco a valle del castello di Trezzo sull'Adda, in un punto in cui il fiume ha una strettoia e la corrente sarebbe stata sufficiente per garantire un flusso costante. Il canale avrebbe poi costeggiato l'Adda per dirigersi a occidente dopo Cassano d'Adda, raggiungere Inzago, seguirne per un tratto il fossato di cerchia e puntare verso Trecella e Melzo per confluire nel torrente Molgora.
Filippo Maria Visconti morì nel 1447 e, dopo la parentesi della Repubblica Ambrosiana, gli successe Francesco Sforza che nel 1457 promanò un editto, sottoscritto da Cicco Simonetta, che diede il via alla progettazione del Navilio nostro de Martexana, dove l'utilizzo dell'aggettivo nostro non è casuale, ma è atto a sancire l'aspetto di pubblica utilità dell'opera.
In seguito agli eventi che videro Milano in guerra con Venezia e che portarono alla pace di Lodi, lo Sforza aveva compreso il valore militare ed economico di un canale utilizzabile per la navigazione, in quella che era considerata un'area di frontiera strategica per il ducato, e ne modificò il percorso, portandolo a raggiungere Milano, per inserirlo in un più vasto disegno di collegamento della città con l'Adda e il Ticino.
Un decreto del 1º luglio dello stesso anno segnò l'inizio dei lavori guidati da un folto gruppo di ingegneri ducali, cui spettava il compito di reclutare le maestranze, procurare i materiali e dirigere i lavori. Fra questi il più noto era Bertola da Novate, che già ai tempi dei Visconti si era occupato del canale, e a lui il duca affidò la direzione dei lavori; citato in un appunto leonardesco fu erroneamente ritenuto per lungo tempo l'unico progettista ed esecutore dei lavori.
Il primo tratto della Martesana fino al Seveso (Cassina de' Pomm) fu completato in otto anni e reso navigabile nel 1471, quand'era duca Galeazzo Maria; la fossa interna fu raggiunta nel 1496, durante il ducato di Lodovico il Moro.

### Il tracciato e l'impatto sull'economia
Il cambiamento del percorso rispetto al progetto del 1443 pose un problema: signori e notabili della zona, consci dei vantaggi che ne sarebbero derivati, esercitarono pressioni perché il canale lambisse le loro terre e i borghi in modo da offrire comodi approdi. Questa è la ragione per cui la Martesana ha un tracciato così tortuoso: fu una scelta politica e non tecnica, come invece era avvenuto sul primo tratto del Naviglio Grande, dove c'era l'esigenza di addolcire le pendenze.
L'attraversamento dei borghi di Inzago, Gorgonzola e Cernusco, il collegamento con i loro fossati di cerchia, la costruzione di ponti in corrispondenza delle strade furono le sfide che si trovarono ad affrontare Cristoforo da Inzago e Filippo Guascone, gli ingegneri ducali incaricati di seguire questo aspetto dei lavori.
La costruzione del naviglio ebbe un forte impatto sull'economia locale: furono ingaggiati centinaia di scavatori e di carpentieri per la realizzazione dell'alveo e delle sponde; nelle zone di Vaprio e di Trezzo furono attivate cave di ceppo dell'Adda, la pietra utilizzata per gli argini; fra Gessate e Bellinzago Lombardo furono aperte cave di argilla e costruite almeno tre fornaci per la cottura dei mattoni.
I circostanti boschi di querce e carpini fornirono sia la legna per le fornaci, sia i pali per il rinforzo delle sponde. Queste attività talvolta entravano in conflitto con gli interessi dei proprietari terrieri, che spesso erano enti ecclesiastici come la Veneranda Fabbrica del Duomo o l'Ospedale Maggiore (Ca' Granda) o monasteri cittadini. Fu perciò necessario creare un organismo apposito che si occupasse di queste e delle molte altre questioni e diatribe che sorgevano a causa del canale: il Generalis Commissarius super ordinariis Navigi Martexane.

### L'incrocio delle acque

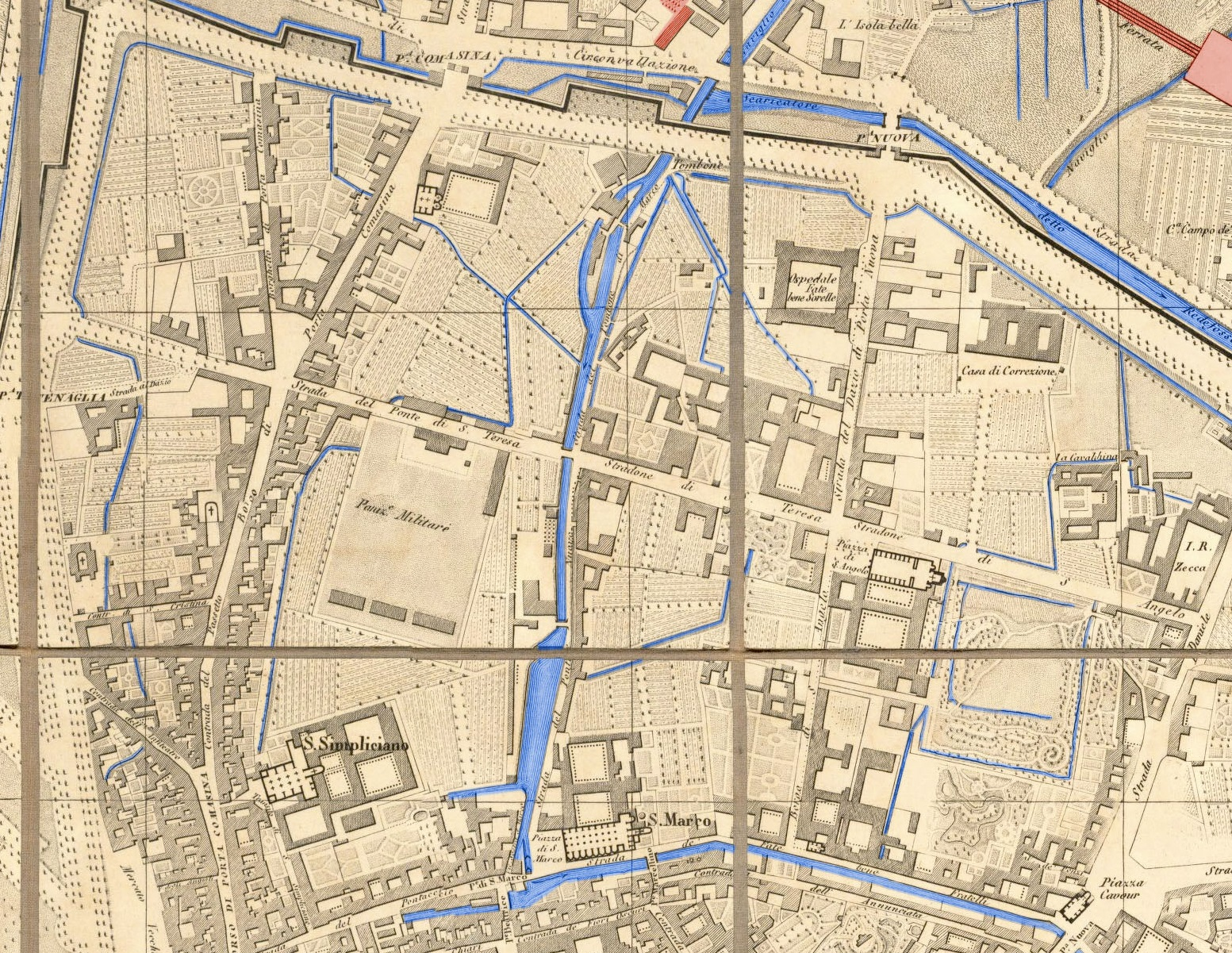
Da nord a sud, l'asse Naviglio della Martesana/Naviglio di San Marco su una mappa di Milano del 1860. Si possono riconoscere il Naviglio della Martesana che sottopassa le mura spagnole di Milano (che sono costeggiate, da ovest a est, dal Cavo Redefossi), il ponte delle Gabelle, la Conca dell'Incoronata, il laghetto di San Marco e la Conca di San Marco. In basso, da ovest a est, la Cerchia dei Navigli che raccoglie le acque del laghetto di San Marco.

Per gran parte del suo percorso il Naviglio della Martesana scorre, contrariamente agli altri navigli, perpendicolarmente alla linea di displuvio incrociando quindi le acque in discesa dalle colline della Brianza e in particolare i torrenti Trobbia e Molgora e il fiume Lambro. Le campagne della Bassa milanese erano caratterizzate da una mescolanza di terra e acqua non sempre proficua da un punto di vista agronomico; i grandi volumi d'acqua scendevano dall'Alta pianura andandosi a mescolare nelle risorgive, rendendo spesso i terreni paludosi e sortumosi.
Uno degli effetti della costruzione del Naviglio fu quella di raccogliere e incanalare le acque pluviali e permetterne una distribuzione più razionale, regolata tramite un sistema di rogge alimentate da bocche di portata controllata. Si calcola che l'area valorizzata in questo modo fu di circa 25.560 ettari, mentre 460 erano quelli a prato permanente.
Dal punto di vista della navigazione, Molgora e Lambro erano superati da ponti-canali. Originariamente, il ponte sul Molgora era più stretto rispetto a quello attuale: l'allargamento fu eseguito solamente nel momento in cui si decise di rendere il canale navigabile.

### Il collegamento con la fossa interna
Inizialmente, come abbiamo visto, il Naviglio non confluiva nella fossa interna dei navigli, ma scaricava le acque nel Lambro e nel Seveso arrestandosi alla Cassina de' Pomm; fu con la reformazione del naviglio nostro de Martexana, voluta da Lodovico il Moro, che il canale nel 1496 venne prolungato fino in città e congiunto ai navigli interni, la cui fossa, contemporaneamente, fu resa interamente navigabile realizzando così il collegamento del Ticino all'Adda.
Il superamento del dislivello esistente fra il canale e la fossa interna, assieme al fatto che questa avrebbe dovuto ricevere un maggiore carico idrico, aveva presentato notevoli difficoltà tecniche e impegnato a lungo i progettisti nella ricerca di una soluzione ottimale. È certo e documentato che progettista e sovrintendente delle opere necessarie al congiungimento del naviglio con la fossa interna fosse Bartolomeo della Valle, allora ingegnere ducale.
L'opera fu completata con un sistema di conche di navigazione successive: la prima a Gorla, a monte della cassina de' Pomm, per regolarizzare il flusso delle acque, le altre due, quelle dell'Incoronata e quella di San Marco, per superare il restante dislivello. Tre altre conche, a Groppello, Inzago e Bellinzago, completavano il sistema. Le conche non erano una novità: la prima, quella di Viarenna che univa il Naviglio Grande con la fossa interna, è del 1437. Là si trattava di portare i natanti a un livello più alto, qui di farli scendere a uno più basso, ma ora il sistema era completo e agibile.

### Il contributo di Leonardo da Vinci

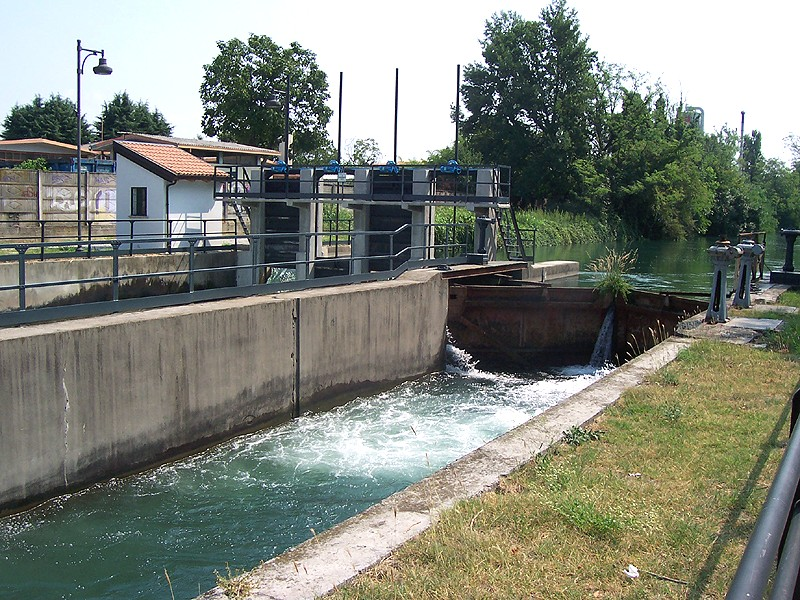
Naviglio della Martesana, la conca di Inzago

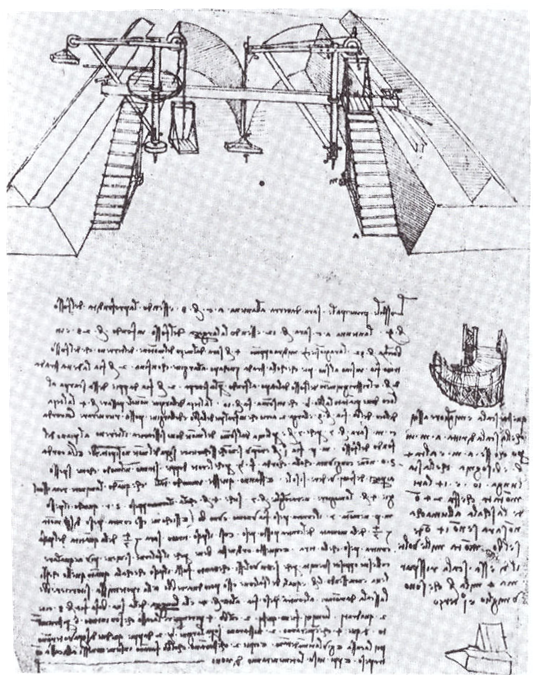
Pagina del progetto di sollevamento terra per la costruzione del Naviglio ad opera di Leonardo da Vinci

Tra il 1484 e il 1500, Leonardo da Vinci era ospite della corte sforzesca e sono stati molti, specialmente nell'Ottocento, ad accreditargli addirittura l'invenzione delle conche e una sua diretta partecipazione al compimento della Martesana, quasi a nobilitare ulteriormente, con la presenza del genio, un'opera già di per sé straordinaria; anche oggi non è raro leggere di tale partecipazione. Di certo vi è soltanto che nello schizzo Immagine schematica di Milano in pianta e in profilo orizzontale, il (o la) Martesana viene riportato da Leonardo come opera già compiuta, mentre in un successivo foglio si vedono dettagliati disegni e appunti relativi alla conca di San Marco, che determineranno le modalità costruttive del dispositivo idraulico per il futuro.
È invece sicuro che nel 1516 Francesco I commissionò a Leonardo, in occasione del suo secondo soggiorno ambrosiano, un progetto per un collegamento diretto di Milano con l'Adda a monte del suo tratto non navigabile, tra Paderno e Trezzo. Leonardo fornì due possibili soluzioni: l'apertura di un nuovo canale che da Paderno si dirigesse a ovest attraversando la pianura prima di rivolgersi a sud all'altezza di Milano o, in alternativa, un ardito progetto con canali, pozzi e chiuse a contrappeso in gallerie scavate nella viva roccia che sovrasta la destra del fiume, dove poi fu costruito il naviglio di Paderno.
Idee troppo ardite per essere realizzate, soprattutto da altri, con i mezzi allora a disposizione. Entrambi i progetti sono riportati in dettaglio, con addirittura il calcolo dei costi, nel citato Codice Atlantico.

Il sogno sforzesco di collegare Milano direttamente con il lago di Como dovette attendere quasi altri tre secoli per realizzarsi: il dislivello dell'Adda fra Brivio e Trezzo dopo molti tentativi fu superato dal Naviglio di Paderno solo nell'ottobre 1777, regnante Maria Teresa d'Austria.
Il Naviglio della Martesana ricalca in parte la moderna strada statale 11 Padana Superiore. Quest'ultima, a sua volta, ha circa lo stesso percorso della via Gallica, strada romana che collegava Gradum (Grado) ad Augusta Taurinorum (Torino) passando da Patavium (Padova), Vicetia (Vicenza), Verona (Verona), Brixia (Brescia), Bergomum (Bergamo) e Mediolanum (Milano) .

### La gestione del Naviglio - Canale navigabile o irriguo?
Nel 1497 alcuni proprietari di diritti d'acqua del Milanese, fra i quali la potente Abbazia di Chiaravalle, intentarono una causa contro il ducato per dare precedenza all'uso irriguo delle acque. Nella sentenza finale Ludovico il Moro (figlio di Francesco Sforza) ribadì che lo scopo prioritario del Naviglio della Martesana era la navigazione. Non resterà un episodio isolato, ma solo il primo atto di una contesa infinita tra la città interessata ai traffici e quindi alla navigabilità e la campagna, che vedeva il canale come una fonte d'acqua per l'irrigazione.
Fin dalla conclusione dei lavori, infatti, l'aspetto più problematico della gestione del naviglio fu quello di conciliare il suo doppio ruolo di canale navigabile e di dispensatore d'acqua.

Il Naviglio della Martesana in via Melchiorre Gioia a Milano di fronte alla sede del Comando Regionale della Guardia di Finanza prima della copertura. Le sponde dei Navigli milanesi sono conosciute come "ripe" (ovvero "rive").

La costruzione di numerosi canali secondari alimentati da bocche che attingevano dal naviglio era stata incoraggiata e trovava fondamento nel diritto consuetudinario, in seguito recepito dagli statuti cittadini, cioè il cosiddetto "diritto di acquedotto", che conferiva la facoltà a chiunque ne facesse richiesta di condurre acqua dal naviglio nei canali secondari, con il solo obbligo di provvedere alla manutenzione degli stessi e degli eventuali ponti necessari.
Fu solo dall'ultimo decennio del Quattrocento che le concessioni incominciano a essere rilasciate dietro pagamento di una somma di denaro alla Camera ducale. Il titolare della concessione poteva poi rivenderla o affittarla ad altri (la "ragione d'acqua").
Dopo la caduta di Lodovico il Moro nel 1499, il ducato cambierà più volte il sovrano e a francesi e spagnoli si alterneranno eredi degli Sforza, prima del lungo dominio spagnolo (1535-1706). Ogni nuovo signore, re, imperatore o duca che fosse, trovava nell'imposizione di nuove tasse e gabelle sui traffici e nella vendita dei diritti d'acqua un facile mezzo per finanziare le casse dell'erario, dissanguate dalla guerra. Nel 1515, Ercole Massimiliano Sforza cede ai milanesi i diritti d'acqua dei navigli per "soli" 50.000 ducati, diritti che in realtà aveva già in gran parte venduto ai proprietari di terre che ne approfittavano abbondantemente. Tornano i francesi e Francesco I decide che i canali erano e restavano patrimonio dello Stato! Nel 1522 Francesco II Sforza è duca di Milano, ma nel 1524 la città, stremata dalla peste, si riconsegna ai francesi; cinque anni dopo Carlo V gli riconcede il ducato, che terrà fino alla sua morte nel 1535.
La situazione è drammatica: nel 1529 la gente moriva di fame per le strade e l'anno successivo le campagne abbandonate attorno alla città erano invase da branchi di lupi e molte furono le vittime; la Martesana non è praticamente più navigabile per le troppe sottrazioni d'acqua. Francesco II Sforza fa demolire la conca di Gorla, rimpiazzandola con una nuova alla Cassina de' Pomm, e abbattere il ponte-canale sul Lambro per riportare acqua nel naviglio. Navigabilità e disponibilità idrica per l'irrigazione migliorarono, ma la distruzione del ponte-canale Martesana sul Lambro (attuale Cologno), che era un ponte in pietra a tre capate, portò a molti disagi anche di natura molto grave: il confluimento delle acque del Lambro direttamente sul Naviglio crearono disastrose inondazioni durante i periodi di forte pioggia. Non potendo ricostruire un nuovo ponte-canale causa carenza di fondi (poiché il Lambro si era allargato così tanto che il ponte avrebbe richiesto ben cinque campate) la situazione rimase praticamente non gestita fino alla morte di Francesco II.
Il successore dello Sforza, tentò di risolvere le piene del Lambro costruendo 19 bocche nell'area dove si incrociavano i due corsi d'acqua ma la situazione non migliorò in modo soddisfacente: le inondazioni ora interessavano un'area inferiore rispetto a prima ma ad ogni piena le zone comprese fra Crescenzago, Cascina Olgetta e Cascina Gobba finivano sott'acqua. In periodi di scarsa pioggia, invece, la navigazione era migliorata nel tratto terminale, ma non a monte, tanto che le autorità spagnole intervennero proibendo, per due giorni alla settimana, l'estrazione dell'acqua perché le barche potessero galleggiare e successivamente (1571) facendo derivare un nuovo corpo d'acqua dall'Adda a Groppello, costruendo un nuovo piccolo ponte-canale sul Molgora e aumentando l'ampiezza del canale.
Finalmente, nel 1574, la Martesana tornava a essere navigabile per merito del governatore, il duca di Albuquerque che aveva disposto i lavori, ma non con poche difficoltà: la corrente rendeva impegnativa la navigazione in risalita e la quantità di fango, tronchi e detriti che il Lambro riversava nel Naviglio, creava quasi delle dighe che compromettevano la navigazione in entrambi i sensi. Bisognò attendere fino al 1900 prima che il ponte-canale venne ricostruito, rifatto il letto e consolidate le sponde: fino ad allora, per più di due secoli, si cercò di limitare i danni con sistemi empirici, con risultati solo modesti, e di fatto la Martesana non ricevette alcuna opera di manutenzione dal 1471 al 1931.

### Due secoli d'oro
Dalla fine del 1500, comunque, incominciò per il Naviglio della Martesana un periodo di grande attività che durò fino a tutta la seconda metà dell'Ottocento e che ebbe il suo culmine dopo l'apertura del Naviglio di Paderno nel 1777. A Milano giungevano derrate alimentari fresche (frutta, verdure, bestiame da macello, formaggi), foraggi e paglia, vino, granaglie (frumento, orzo, miglio e mais, la cui coltivazione era stata introdotta nel ducato nel 1519), materiali da costruzione e laterizi, calce, sabbia, manufatti, utensili vari, sedie e mobili. Dalla città partivano filati e stoffe e i manufatti delle numerosissime botteghe artigiane di ogni genere.
C'è sempre però il problema delle piene del Lambro a creare difficoltà: essendo giudicata troppo costosa la ricostruzione del ponte-canale, si rimedia con un ponte di legno su cui possono passare barcaioli e cavalli quando il fiume ingrossa troppo per essere guadato. Le tasse, i pedaggi e le gabelle sono pesanti e non si distingue tra barche piene o semicariche. Tra Trezzo e Brivio prosperano i mulattieri addetti ai trasbordi.
Dopo il 1777, il traffico è più pesante: ferro, marmo, sempre più legname, carbone. Nell'occasione, il governo austriaco sospende i "dazi di catena" e garantisce alle barche il carico di ritorno con il trasporto del sale a Lecco. Nel 1782 si apre una regolare linea per i passeggeri dal tombon de San Marc alla città lariana e nel 1800 incomincia il servizio el barchett de Vaver (Vaprio), la barca corriera resa celebre dal film di Ermanno Olmi, L'albero degli zoccoli.
Il bacino della Cassina de' Pomm, grazie anche alla conca che tratteneva le acque, era diventato il porto per sabbia e ghiaie, merci che raramente arrivavano a San Marco. La strada alzaia risaliva con la Martesana a sinistra e un canale sulla destra. Derivato dal naviglio poco a monte, azionava tre grossi mulini ("bianco" per il frumento, "giallo" per il grano turco e "terzo mulino" perché costruito per ultimo) e si ricongiungeva al Martesana, con una rumorosa cascata, subito dopo la conca. Oggi la stessa roggia è quella che alimenta il ruscello e i giochi d'acqua del piccolo
Parco della Cassina de' Pomm.

### Come si navigava
Le "navi" impiegate (così le chiamavano i cronisti del tempo) erano uguali a quelle usate sul Naviglio Grande. Cagnone, mezzane e borcelli erano però costruiti in cantieri sul Lario invece che sul Ticino o sul Lago Maggiore. Erano governate con lunghi timoni mobili a barra e con l'ausilio di pertiche; l'equipaggio era costituito da tre uomini, un parone e due aiutanti. Per formare i nuovi equipaggi divenuti indispensabili dopo il congiungimento con il lago di Como, furono fatti venire da Sesto Calende e dal Ticino paroni esperti col compito di istruttori.
La risalita da Milano, controcorrente, avveniva necessariamente al traino di cavalli che rimontavano la strada alzaia in cobbia (convoglio) di cinque barche con cinque cavalli; nel percorso da Trezzo a Brivio, i cavalli diventavano 12. La discesa avveniva di norma sul filo della corrente, ma spesso si impiegavano anche i cavalli, sia per velocizzare il viaggio, sia per la necessità di riportarli a valle. Considerando l'intero percorso, da Lecco a Milano erano necessarie quindici ore, mentre per risalire potevano volercene fino a settanta.
Partenza rigorosamente all'alba, perché, come su tutti i navigli, era tassativamente vietato viaggiare di notte (disposizione che resterà sempre in vigore) ed era indispensabile sfruttare al massimo le ore di luce; ma come si può facilmente calcolare il viaggio poteva durare parecchi giorni. Più "rapidi" i collegamenti passeggeri: si poteva scendere da Trezzo a Milano in sette ore e ritornarvi in dodici. In città, per trasferirsi dal laghetto di San Marco alla Darsena, una barca carica impiegava quattro ore.

## Personalità storiche che viaggiarono sul Naviglio

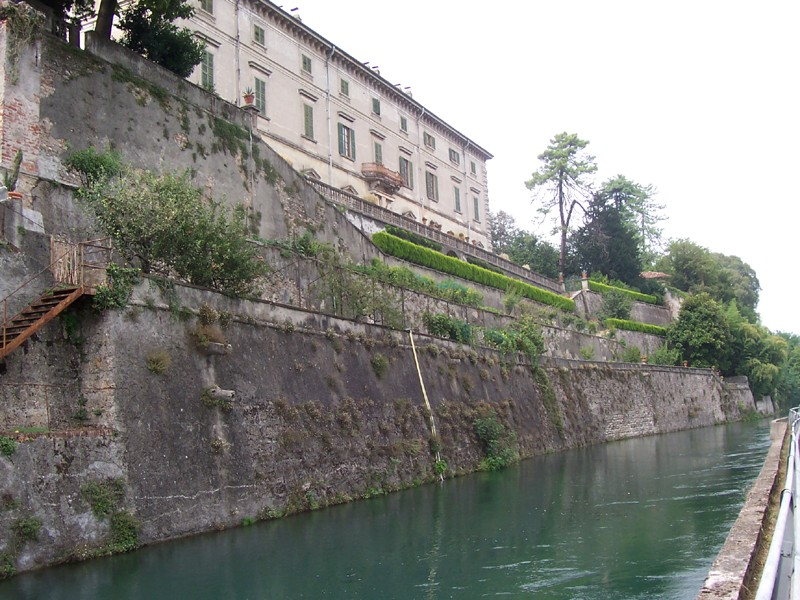
Villa Melzi d'Eril a Vaprio d'Adda

Pur mancando documentazione diretta sul fatto, dagli appunti leonardeschi si deduce che Leonardo navigò sul naviglio diretto alla Villa Melzi d'Eril di Vaprio d'Adda, nella quale soggiornò e probabilmente incominciò un grande affresco terminato in seguito da un suo allievo.
A partire da Carlo Borromeo praticamente tutti gli arcivescovi milanesi navigarono sulle acque del Naviglio per recarsi a Groppello presso la Villa Arcivescovile.
Gabrio Serbelloni dopo la sua lunga movimentata vita militare si ritirò nella sua villa di Gorgonzola, dalla quale nel 1579 dettò dettagliate disposizioni sulla navigazione dei barconi ospedale durante la peste, basate su una profonda e personale conoscenza del Naviglio.
Nel 1649 vi navigò la giovane Maria Anna d'Asburgo, proveniente da Vienna e diretta a Finale Ligure, dove l'attendevano le navi dello sposo, Filippo IV di Spagna.
Evento analogo si ebbe il 30 maggio 1708 quando un corteo accompagnò a Milano Elisabetta Cristina, duchessa di Braunschweig-Wolfenbüttel, futura moglie dell'imperatore Carlo VI e madre di Maria Teresa d'Austria. Il corteo si imbarcò a Trezzo alle 10 del mattino e giunse a Milano alle 8 di sera sotto un acquazzone torrenziale. Nei quindici giorni precedenti vi fu un tale traffico di merci pregiate e vettovaglie che il naviglio dovette essere chiuso alla navigazione ordinaria.
Anche l'arciduca Ferdinando, fratello dell'imperatore Giuseppe II, navigò sul Naviglio da Trezzo a Vaprio di ritorno dall'inaugurazione del Naviglio di Paderno mentre compì il resto del rientro a Milano a cavallo accompagnato da cani e battitori: la stagione di caccia era appena incominciata e i boschi dell'Adda erano una meta allettante.
In epoca più recente fra i "navigatori" del Naviglio vi sono stati Alessandro Manzoni, Cesare Beccaria, Cesare Cantù, il Parini e Luigi Marchesi, il celebre sopranista, ritiratosi a fine carriera, dopo avere calcato tutte le scene d'Europa, nella sua villa di Inzago.

## La flora e la fauna
Il complesso rock milanese Elio e le Storie Tese ricorda il naviglio Martesana e i tempi in cui era possibile farvi il bagno nella canzone Zelig: la cunesiun del pulpacc.
Il testo, in dialetto milanese, è il seguente:

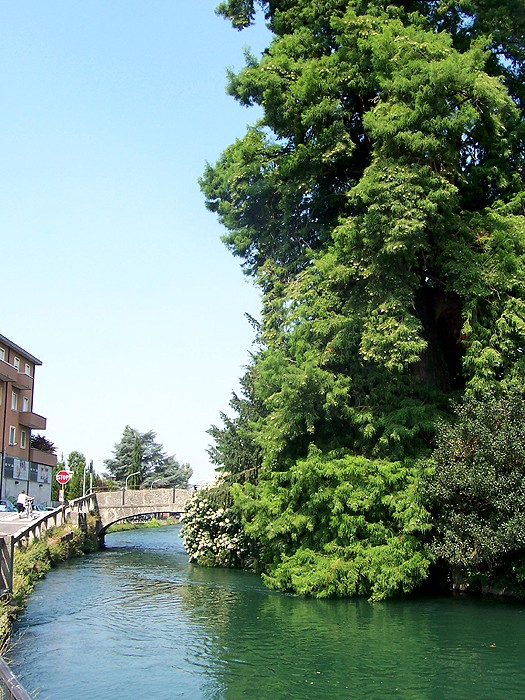
Il Naviglio della Martesana a Inzago

Il Naviglio della Martesana, essendo un canale artificiale, ha caratteristiche idrobiologiche diverse da quelle del fiume di origine.
La consistenza del fondale è influenzata sia dalla corrente, che non è regolare lungo tutto il corso ma è pari a 25 m³/s a Trezzo e 1 m³/s a Milano, sia dalle periodiche operazioni di messa in asciutta e pulizia del fondale che avvengono due volte all'anno, in marzo e in settembre.
Il fondale è di tipo ciottoloso all'inizio del corso, ma la granulometria diminuisce con il decrescere della corrente e il conseguente maggior deposito di detrito.
Il naviglio condivide naturalmente tutte le peculiarità florofaunistiche del territorio che attraversa; qui segnaliamo solo alcune specie che ne caratterizzano direttamente le acque e le sponde. La vegetazione è rappresentata da piante sommerse che ricoprono il fondale durante i mesi estivi formando densi tappeti dove la corrente è più moderata: le piante sono la peste d'acqua, l'erba coltellina e il ceratophyllum demersum; talvolta sugli argini si trovano anche delle cannucce palustri.
Per quanto riguarda la fauna, il tratto dall'incile a Groppello è assimilabile a quello parallelo dell'Adda, mentre a valle sono scarsissimi i mammiferi, rappresentati quasi esclusivamente da ratti e arvicole; nel territorio di Milano, sono presenti famiglie di nutrie (Myocastor coypus). Più ricca l'avifauna, non sempre "naturale": gallinelle d'acqua e folaghe, germani reali, martin pescatore, gabbiani all'incrocio con il Lambro (segnale di non buone condizioni di pulizia ambientale), gazze; anitre e oche comuni introdotte dall'uomo. Tra gli anfibi è ben presente la rana verde.
La popolazione ittica del Naviglio è abbondante, naturalmente simile a quella dell'Adda e tenuta sotto stretto controllo; durante le operazioni di messa in asciutta la pesca è proibita e il pesce, che si affolla nelle concavità, viene recuperato dal personale dell'Ufficio Pesca della Provincia di Milano che provvede a liberarlo nel corso d'acqua più vicino e idoneo alla sua sopravvivenza. Vengono compilati verbali sulle specie e il peso del pesce recuperato e nei due mesi successivi alla messa in asciutta il personale procede a ripopolare il naviglio con lo stesso quantitativo di pesce.
Abbondanti sono anche gli esemplari di tartaruga d'acqua dolce del genere Trachemys non originaria dell'habitat, a causa continuo rilascio di esemplari allevati domesticamente.

## Il presente e il futuro
Nel 1958 il Naviglio della Martesana fu declassato da via di trasporto a canale irriguo; scomparvero così anche gli ultimi barconi che portavano sabbia da Vimodrone a Milano e il naviglio fu abbandonato a se stesso, fatta eccezione per la pulizia delle prese d'acqua. Fu negli anni ottanta che si affermò il concetto del bene ambientale da salvaguardare e da rivalutare. Incominciò il comune di Milano, con la radicale ripulitura delle sponde e l'apertura di una pista ciclo-pedonale da Cassina de' Pomm fino a Crescenzago, passando per Parco della Martesana a Gorla, mentre da parte di privati incominciò il restauro-recupero di edifici ormai fatiscenti e gli abitanti ricavavano minuscoli orti e giardini tra i nuovi condomini.
Da allora si è visto un continuo fiorire di iniziative: i comuni rivieraschi hanno provveduto a sistemare le sponde e ad asfaltare il loro tratto di alzaia chiudendolo al traffico motorizzato e hanno creato spazi per il tempo libero e l'incontro. Dal 2009 si va in bicicletta da Milano a Groppello sull'asfalto e, con sottopassi, sono stati eliminati gli incroci più pericolosi con la viabilità ordinaria (Gorgonzola e Vaprio d'Adda). Si può proseguire fino a Trezzo e lungo il naviglio di Paderno su pista sterrata e proseguire sino a Lecco.

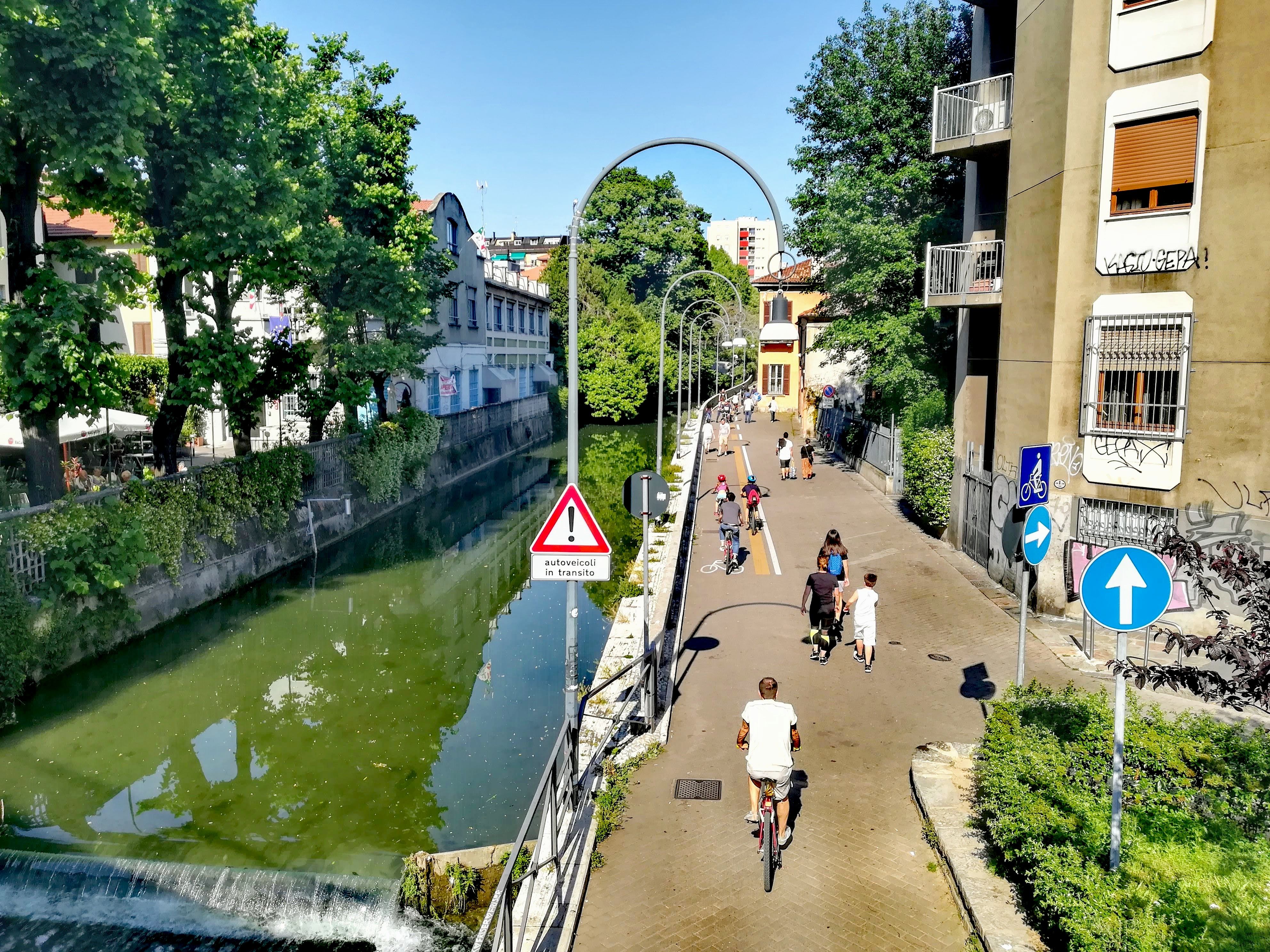
Il Naviglio in Via Bertelli

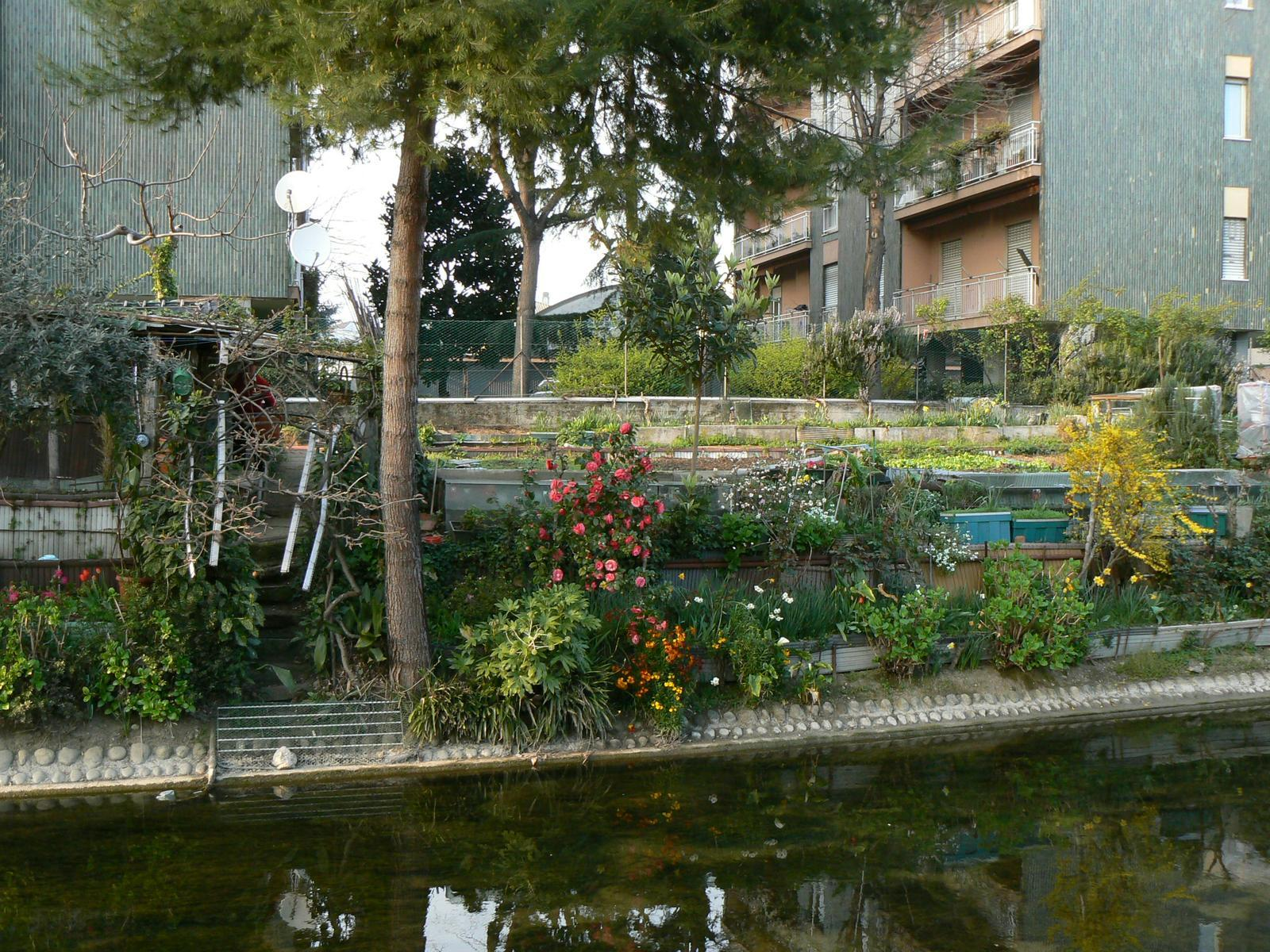
Minuscoli giardini tra i palazzoni sulla Martesana a Milano

A Cassano ha inizio l'area protetta del parco Adda Nord, istituito nel 1981 e che ha svolto azioni di grande efficacia. Dal 2009 si può navigare in battello elettrico da Canonica a Concesa: è un tratto di soli quattro chilometri ma di grande impatto paesaggistico e storico; tra l'altro alla navigazione sono collegate visite, in carrozza a cavalli, ai luoghi più significativi e soste enogastronomiche all'insegna della tradizione locale.
Il Comitato per il restauro delle chiuse dell'Adda con la Provincia di Milano con il sostegno della Regione Lombardia, hanno chiesto e ottenuto (2010) l'inclusione dei navigli milanesi nel progetto Canaux Historiques: Voies d'Eau Vivantes, un programma di recupero e riqualifica dei canali navigabili storici della Commissione europea, finanziato con 3,5 milioni di euro. A beneficiare della quota italiana saranno probabilmente le conche da Trezzo a Paderno.
Spera invece di trovare sponsor e finanziamenti per essere ultimato prima dell'Expo 2015 il "Progetto per la valorizzazione della conca delle Gabelle e realizzazione di una fontana canale": ciò che resta della conca (è la conca dell'Incoronata dopo l'ex ponte delle Gabelle) è il più antico manufatto esistente della Milano dei navigli ed è di ideazione leonardesca; è situato in un piccolo soffocante giardino in fondo a via San Marco, sotto il livello stradale e il progetto vuole ricrearle attorno l'ambiente acqueo originario.

## Il percorso

### L'incile e Concesa
"Abbiamo voluto...inoltre, che venissero costruite alcune case che ne ospitassero i custodi e che su una di queste fosse dipinta la Sacra Immagine della Beatissima Vergine...L'Immagine sacra sia poi venerata e curata con fede e amore...Per questo presentiamo e raccomandiamo tale Sacra Immagine alla cura dei Sacerdoti religiosi di Concesa. Questa è la nostra volontà: e così sia "esclusa ogni eccezione e contraddizione per sempre"! Dato a Milano, con l'impressione del nostro sigillo, il 1º luglio 1460, anno decimo del nostro governo". (Francesco Sforza)
La casa fu abbattuta nel 1947: per l'intervento del priore del convento, l'affresco fu staccato e sistemato in un tempietto all'interno del giardino monastico. Nel 1986 fu ricollocato nella ricostruita casa del "custode delle acque".
L'incile del Naviglio si trova in località Concesa in corrispondenza di una conca idraulica alimentata con la tecnica del sifone, mentre l'incile originario era situato poco più a monte: la sua posizione è attualmente contrassegnata da un grosso masso affiorante. Per il primo tratto, tra Concesa e Vaprio, il Naviglio corre in posizione parallela ma soprelevata rispetto al fiume, dal quale è separato con arginature.
Lo costeggia l'alzaia, un tempo usata per il traino dei barconi e ora comoda pista ciclopedonale sterrata. Seguendo la sua corrente, alla destra i primi edifici storici che si scorgono sono, ancora in località Concesa, Villa Gina, costruzione neorinascimentale e attuale sede del Parco Adda Nord, e il Santuario della Divina Maternità, appartenente all'ordine dei Carmelitani Scalzi.

### Vaprio d'Adda

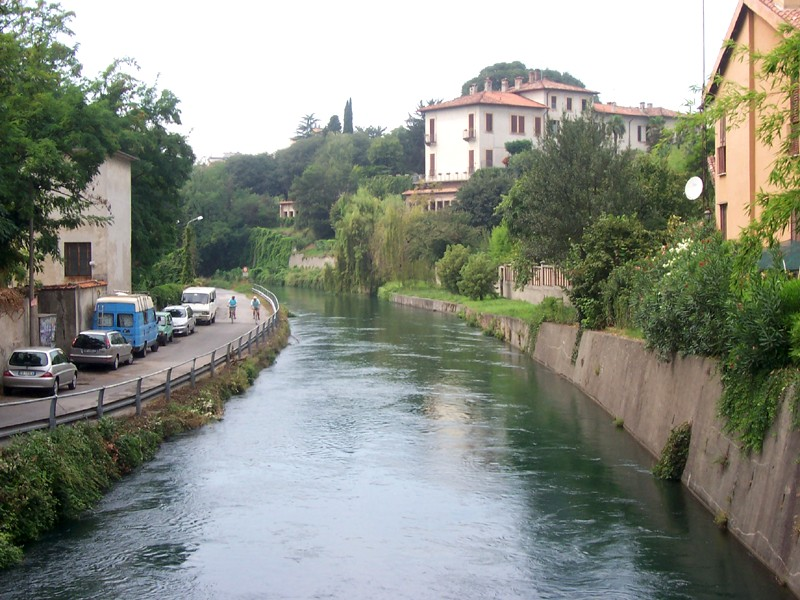
Il Naviglio della Martesana a Vaprio d'Adda

Proseguendo sull'alzaia, dall'altra parte del fiume Adda si scorge il villaggio operaio di Crespi d'Adda, entrato nel 1995 a far parte del patrimonio dell'umanità dell'UNESCO. Poco più avanti, sulla sponda destra del Naviglio si trova un ruotone di ferro a 8 pale dal diametro di 7 m che era utilizzato per irrigare il pregevole parco della Villa Castelbarco Albani, sita sull'altura detta Monasterolo. Poco prima del ponte sull'Adda percorso dalla strada statale n. 11 si incontra la cartiera Binda ex "ditta Maglia e Pigna" con le bocche di alimentazione delle turbine (ora smantellate) per la produzione di energia elettrica.
Nello stesso luogo operava fino a tutto il XVII secolo un maglio per la frantumazione delle pietre del Brembo usate poi nelle fornaci di Villa Fornaci; nel 1868 la cartiera entrò a far parte del gruppo "Cartiere Ambrogio Binda", già proprietario delle cartiere della Conca Fallata e di quella di Crusinallo (Omegna).
Oltrepassando il ponte della statale sulla destra si scorge, in cima a dei giardini a terrazze, Villa Melzi d'Eril, costruita nel 1482 sui resti di un precedente castello e rimaneggiata nei secoli successivi fino all'attuale aspetto neoclassico. Vi soggiornò diverse volte Leonardo da Vinci, su invito di Francesco Melzi. È controversa fra gli storici l'ipotesi sulla collaborazione di Leonardo alla creazione dell'affresco raffigurante la Madonna col Bambino (detta "Il Madonnone") che si trova nella villa; recenti studi ritengono più verosimile che l'autore fosse un suo allievo.
Prima di arrivare a Groppello, un altro bell'esempio di archeologia industriale, il cotonificio Archinto, poi Velvis (Velluti Visconti), edificato in stile neogotico.

### Groppello d'Adda

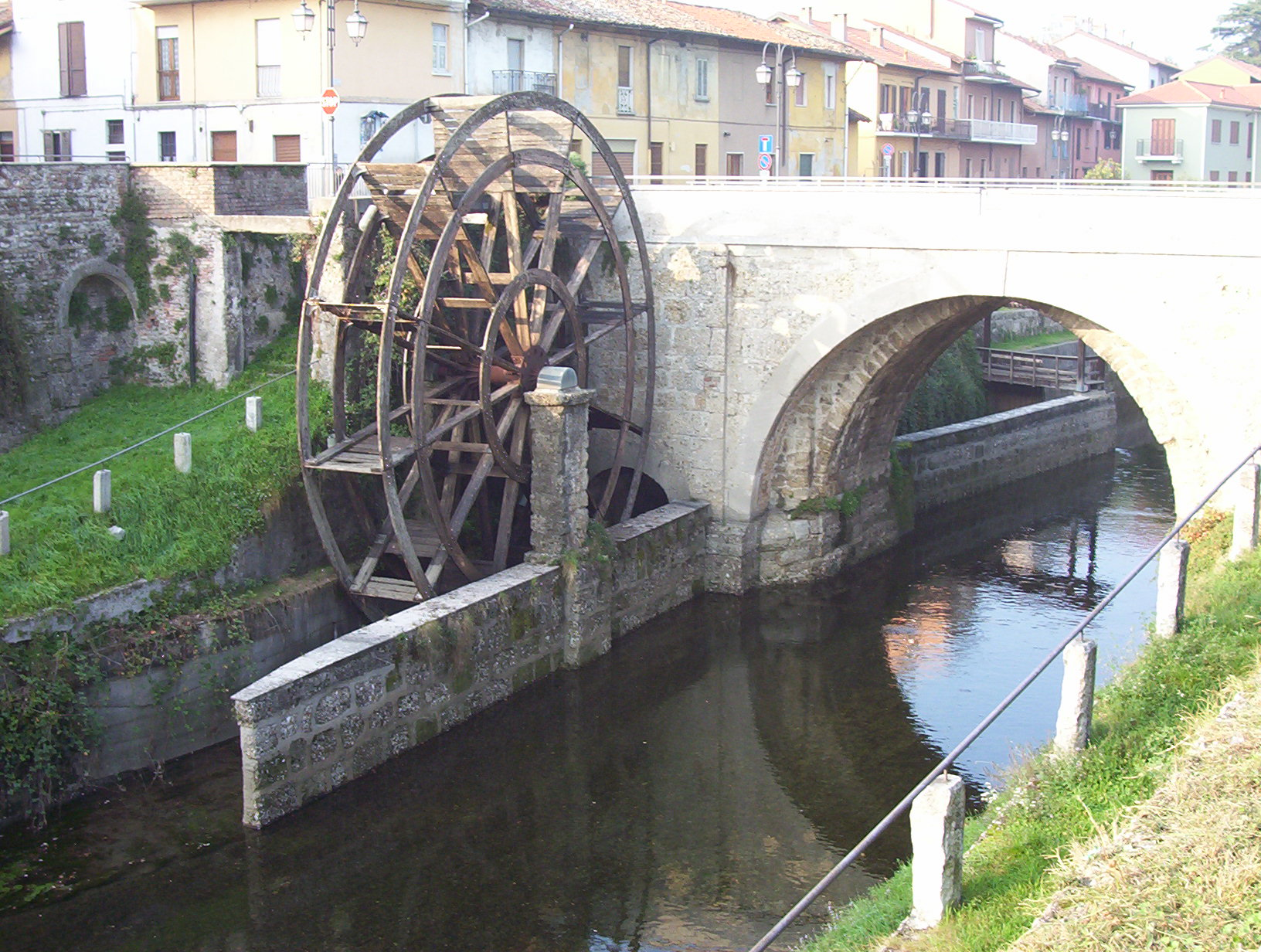
Il "ruotone" di Groppello

Presso il ponte di Groppello si trova un altro grande ruotone, il rudun, con un diametro di 11 metri, costituito da 12 pale e voluto da Carlo Borromeo nel 1618 per portare l'acqua a livello della strada e permettere così l'irrigazione degli orti e dei giardini della villa arcivescovile. L'acqua vi giungeva attraverso un canaletto posto a valle del ponte.
Il ruotone attuale fu ricostruito fedelmente all'originale nel 1989, e successivamente nel 2009 (dopo che anni di incuria lo avevano ridotto a un rudere). Il ponte ha la particolarità di essere neogotico con bugnati in ceppo nella parte a monte e a tutto sesto sul lato a valle. Vicino al ponte sono ancora visibili gli antichi lavatoi e, poche decine di metri più a valle, l'antica conca di navigazione.
La villa arcivescovile, separata dal naviglio da un ampio giardino, è situata in posizione sopraelevata tra Adda e naviglio; la costruzione attuale risale al XVI secolo anche se già dall'XI secolo vi si trovava la residenza permanente del procuratore dell'arcivescovo di Milano. L'edificio è a tre piani con pianta a U, le ali esterne sono rivolte all'entrata, alla quale si accede con una scala esterna a due rampe unite in un balcone centrale.

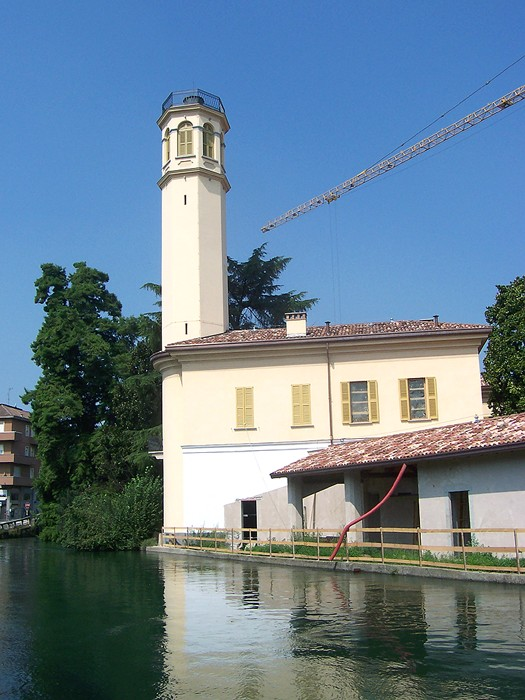
Villa Aitelli a Inzago

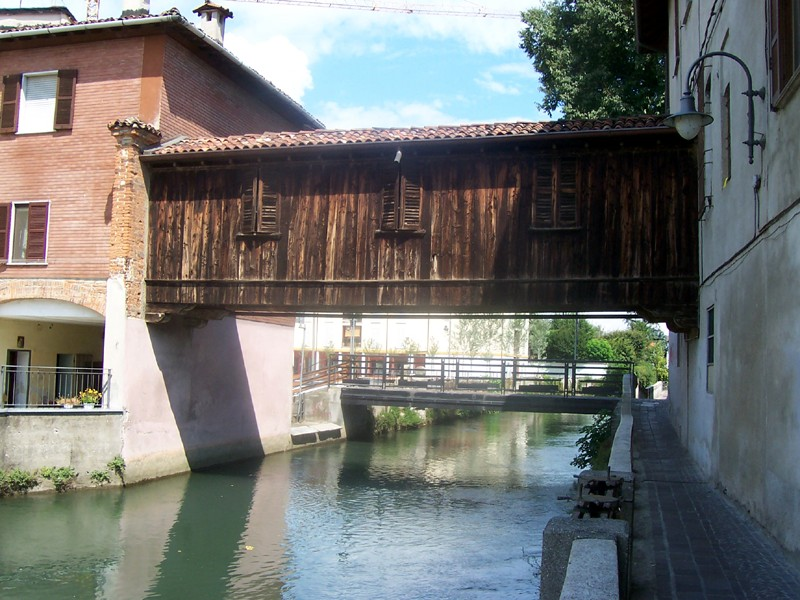
Il ponte coperto a Gorgonzola

Avvicinandosi a Cassano d'Adda, poco dopo l'abitato di Fara Gera d'Adda situato dall'altra parte del fiume, si incontra il cosiddetto "Salto del Gatto": è il punto in cui il canale Villoresi sfocia nell'Adda.

### Cassano d'Adda, Inzago e Bellinzago Lombardo
La Martesana non entra nel centro cittadino, lasciandolo sulla sinistra, e descrive un'ampia curva ("la volta") a destra puntando a occidente. Una piccola deviazione consente di ammirare la splendida Villa Borromeo, neoclassica con spunti baroccheggianti, e i suoi giardini e arrivando all'Adda il Castello Borromeo, fortificato nelle attuali forme da Bartolomeo Gadio tra il 1451 e il 1474, che ospitò Carlo Magno.
Pochi chilometri e si giunge a quello che Cesare Cantù descrive come "uno dei più ameni luoghi di villeggiatura attorno a Milano". Costruite tra il 1500 e il 1800, nel borgo esistono ancora diciotto tra ville nobiliari e dimore patrizie, quasi tutte residenze estive di famiglie milanesi. La più caratteristica, sulla sponda destra del Martesana, è villa Aitelli: vista da lontano, col suo grande corpo di fabbrica rettangolare e l'alta torre ottagonale, sembra una chiesa col suo campanile. In realtà lo era e apparteneva alla congregazione degli Umiliati.
Dopo lo scioglimento dell'ordine (7 febbraio 1571), san Carlo Borromeo la donò, assieme a una copia della Sindone, al suo segretario Ludovico Moneta. Sempre nel territorio di Inzago, prima di lambire Bellinzago Lombardo e la sua frazione Villa Fornaci, si incontra una conca dalle strutture metalliche molto ben conservate; risale all'ultimo periodo di utilizzo della Martesana come canale navigabile (prima metà del Novecento), quando ancora scendevano a Milano i manufatti delle industrie e le pietre delle cave situate a monte.

### Da Gorgonzola a Milano
Entrando a Gorgonzola la Martesana descrive un semicerchio a sud assecondando il tracciato dell'antica fossa difensiva che abbraccia l'antico borgo dov'erano numerosi gli approdi e, ancora oggi, i lavatoi; la scavalca un curioso ponte coperto, da Ca' Busca alla stretta alzaia in pietra, che ha l'aspetto di una piccola casa in legno, sospesa a mezz'aria.
Lasciata la città natale del caratteristico stracchino erborinato, la Martesana incrocia il Molgora la cui sifonatura è stata recentemente rifatta, sfiora il territorio di Cassina de' Pecchi e varca il limite di Cernusco sul Naviglio; lambisce la città a sud, ma è accompagnata su tutto il territorio comunale dai tre chilometri di lunghezza del Parco azzurro dei germani, che comprende sulla sponda destra anche gli storici giardini pubblici e sulla sinistra vaste aree già destinate a parchi privati..
Nei pressi del centro cittadino, sulla sponda destra è possibile vedere una ruota idraulica (ricostruzione del 2007). Passa per Vimodrone, qui il naviglio fu deviato, poco più a nord negli anni 60 per permettere il passaggio delle metropolitana, prima linea celere dell'Adda e poi M2; anche qui come a Cernusco tra la metropolitana e il naviglio si sono creati dei piccoli parchi in successione. Più due terreni agricoli. Inoltre è possibile ancora vedere una villa signorile del 1700 con affaccio sul Naviglio. Superato il Lambro col ponte canale a Cologno Monzese, il Martesana entra a Milano.
Lungo il suo percorso attraverso le vie della metropoli, spiccano alcune dimore signorili del XVIII-XIX secolo lungo via Padova.